# 東町 (西東京市)
東町（ひがしちょう）は、東京都西東京市の町名。現行行政地名は東町一丁目から東町六丁目。住居表示実施済み区域である。郵便番号は202-0012。

## 地理
西東京市の東部に位置する。北は西武池袋線を挟んで下保谷、東は練馬区南大泉、南は中町、西は泉町に隣接する。町域は主に住宅地及び商業地として利用される。北西から時計回りに東町一～六丁目が設置されている。
- 廃河川の新川が存在する

### 面積と人口
丁目毎の面積 、人口と世帯数、および人口密度は以下の通りである。（2018年（平成30年）1月1日現在）
| 丁目       | 面積    | 人口     | 人口     | 人口     | 世帯数     | 人口密度        | 備考         |
| 丁目       | 面積    | 男       | 女       | 計       | 世帯数     | 人口密度        | 備考         |
| ---------- | ------- | -------- | -------- | -------- | ---------- | --------------- | ------------ |
| 東町一丁目 | 0.10km2 | 347 人   | 359 人   | 706 人   | 374 世帯   | 7,060.0 人/km2  |              |
| 東町二丁目 | 0.09km2 | 773 人   | 834 人   | 1,607 人 | 777 世帯   | 17,855.6 人/km2 |              |
| 東町三丁目 | 0.10km2 | 629 人   | 767 人   | 1,396 人 | 762 世帯   | 13,960.0 人/km2 | 保谷駅が所在 |
| 東町四丁目 | 0.13km2 | 728 人   | 820 人   | 1,548 人 | 837 世帯   | 11,907.7 人/km2 |              |
| 東町五丁目 | 0.08km2 | 626 人   | 599 人   | 1,225 人 | 573 世帯   | 15,312.5 人/km2 |              |
| 東町六丁目 | 0.10km2 | 575 人   | 615 人   | 1,190 人 | 493 世帯   | 11,900.0 人/km2 |              |
| 計         | 0.60km2 | 3,678 人 | 3,994 人 | 7,672 人 | 3,816 世帯 | 12,786.7 人/km2 |              |

### 小・中学校の学区
市立小・中学校に通う場合、学区は以下の通りとなる。
| 丁目       | 街区 | 小学校             | 中学校               |
| ---------- | ---- | ------------------ | -------------------- |
| 東町一丁目 | 全域 | 西東京市立東小学校 | 西東京市立明保中学校 |
| 東町二丁目 | 全域 | 西東京市立東小学校 | 西東京市立明保中学校 |
| 東町三丁目 | 全域 | 西東京市立東小学校 | 西東京市立明保中学校 |
| 東町四丁目 | 全域 | 西東京市立東小学校 | 西東京市立明保中学校 |
| 東町五丁目 | 全域 | 西東京市立東小学校 | 西東京市立明保中学校 |
| 東町六丁目 | 全域 | 西東京市立東小学校 | 西東京市立明保中学校 |

### 地価
住宅地の地価は、2015年（平成27年）7月1日の公示地価によれば、東町4-7-6の地点で28万3000円/m2となっている。

## 歴史

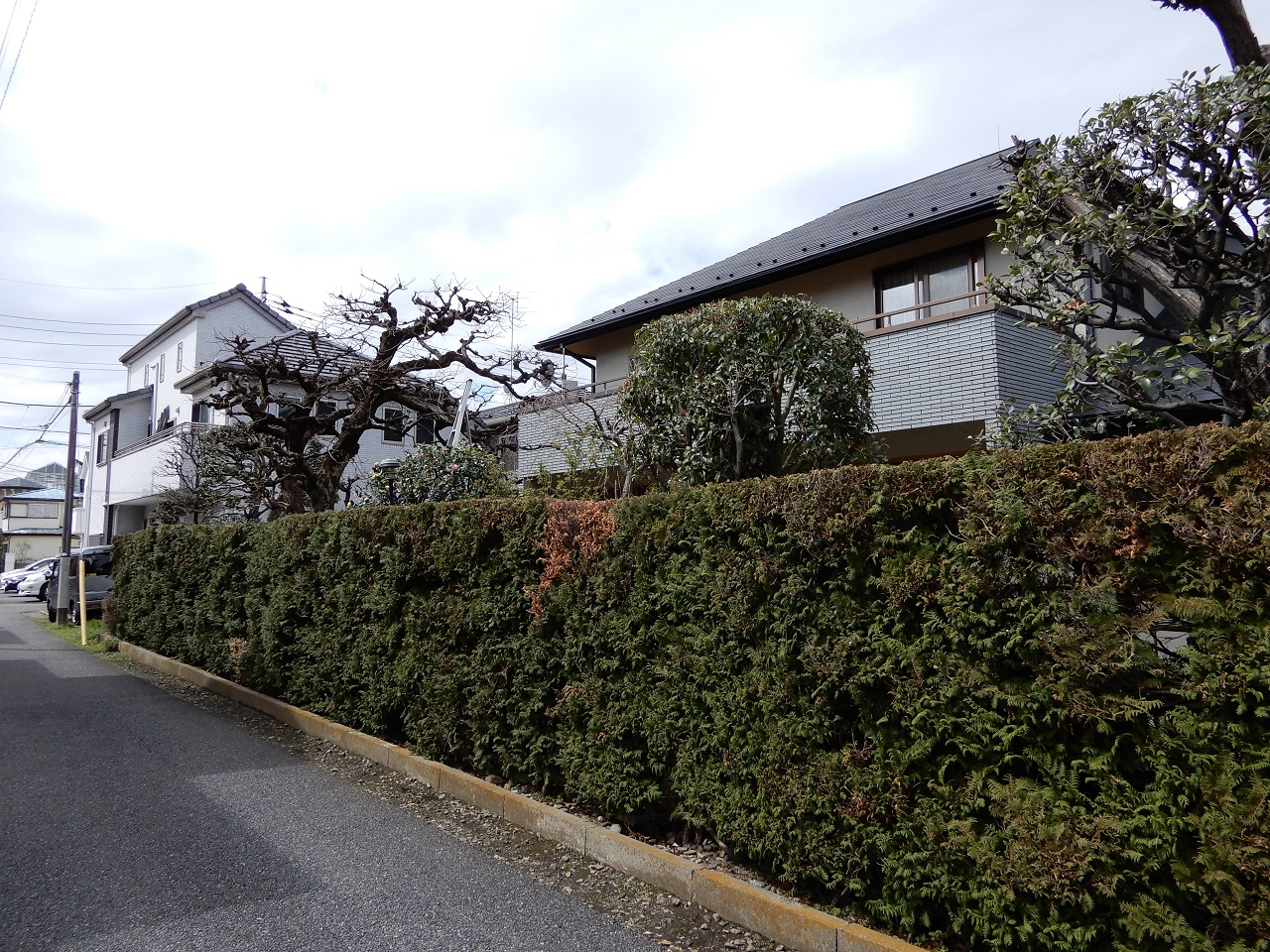
東町1丁目の住宅地（2020年3月）

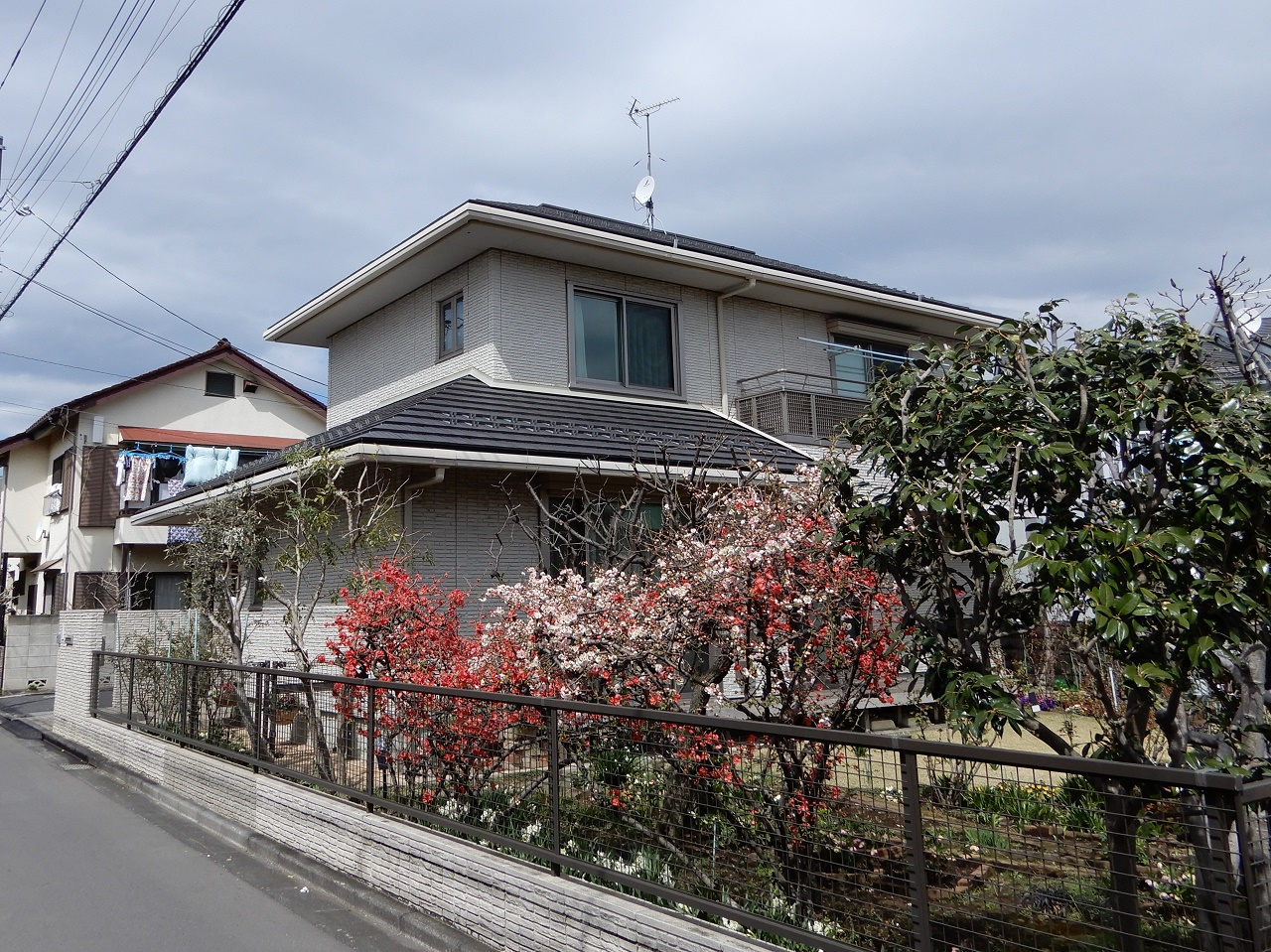
東町3丁目の住宅地（2020年3月）

明治以前には、武蔵国新座郡下保谷村に属していた。旧保谷市地域である。当町域の旧小字名には新田がつくものが多いが、これは下保谷村の新田だったためである。（なお、当町域は17世紀中期までに開発された比較的古い新田、現ひばりが丘町域がそれ以降に開発された新田である。）

### 地名の由来
旧保谷市の最東部にあることより東町と命名された。

### 文化住宅地
現在の東町一丁目および三丁目の町域（町名整理前の大字下保谷字北新田）は、関東大震災(1923年)以前よりこの地の有力地主高橋家と武蔵野鉄道(現西武鉄道)によって住宅地としての開発が進められた。この際、高橋家は住宅地に良い住民、文化人を多く住まわせたいと考え、大学の教員や画家などの文化人や企業の幹部などを多く迎え入れた。中にはフランク・ロイド・ライト設計の住宅や、住民の憩いの場としてテニスコートなどもあった。このため、この地は「文化住宅地」と言われるようになったという。 その名残か、現在でもこの地域には敷地100坪以上の住宅や、生垣や庭木などの緑を多く持つ住宅が多い。

### 沿革
- 1967年（昭和42年）1月1日 - 保谷町が市制を施行し保谷市となると同時に町名整理を実施、大字下保谷の小字中西台、東新田、西新田、北新田、南荒屋敷（一部）、南松ノ木（一部）、西松ノ木（一部）をもって東町を設置する。
- 2001年（平成13年）1月21日 - 保谷市と田無市が合併し西東京市が発足、西東京市東町となる。

## 交通

### 鉄道
町域北端に西武池袋線保谷駅が所在する。

### バス
保谷駅南口バス停を中心に多くのバスが走っている。
- 西武バス（一般路線）
- 関東バス（一般路線）
- はなバス（コミュニティバス）
- みどりバス（コミュニティバス）

### 道路
- 都道25号線
- 都道233号線（保谷新道）
- 都道234号線
- 西東京市道105号線（かえで通り）

## 施設
- 西東京市立明保中学校
- 西東京市立東小学校
- 西東京市立ひがし保育園
- 文理台公園
- 保谷駅前図書館
- 西東京市武道場
- 西友保谷店

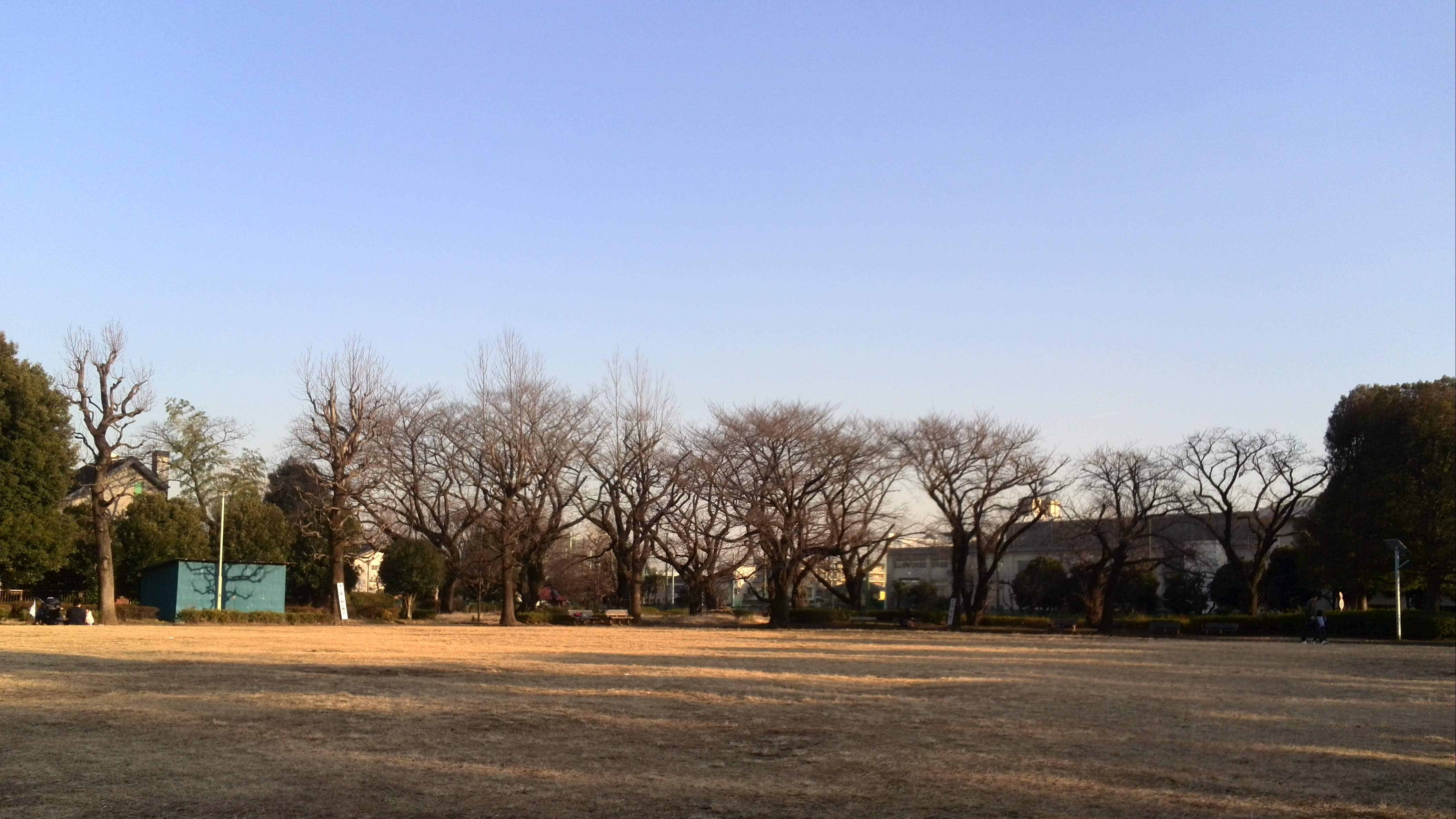
文理台公園（2020年1月）

- ヨークフーズ保谷店 - 2023年9月20日開店